# 凤岗镇 (沙县)
凤岗镇是中国福建省三明市沙县已经撤销的一个镇。

## 历史沿革
2003年，凤岗镇撤销并入新成立的凤岗街道和虬江街道。

## 行政区划
撤销前的凤岗镇共辖8个居委会、1个行政村，分别是：
城南居委会、城西居委会、府西居委会、春晖居委会、东门居委会、城北居委会、莲花居委会、石桥居委会、水南村。